# Ellinikó Trikolonón
Ellinikó Trikolonón (Elliniko Trikolonon) är en ort i Grekland.   Den ligger i prefekturen Arkadien och regionen Peloponnesos, i den södra delen av landet, 150 km väster om huvudstaden Aten. Ellinikó Trikolonón ligger 678 meter över havet och antalet invånare är 204.
Terrängen runt Ellinikó Trikolonón är bergig. Runt Ellinikó Trikolonón är det ganska glesbefolkat, med 21 invånare per kvadratkilometer. Närmaste större samhälle är Megalópoli, 14,6 km söder om Ellinikó Trikolonón. 